# Prehistòria
Prehistòria (llatí, præ = 'abans', grec, ιστορία = 'història') es fa servir per a descriure el període anterior a la història escrita.
Paul Tournal va encunyar el terme Pré-historique quan parlava de les troballes que havia fet a les coves d'Occitània. Es va popularitzar en francès a la dècada del 1830 per descriure el temps anterior a l'escriptura, i es va introduir-se en l'anglès per Daniel Wilson el 1851 en un llibre sobre la prehistoria d'Escòcia. Fins ara, els textos escrits més vells es van trobar a la zona del Pròxim Orient, Mesopotàmia, en unes tauletes d'argila amb escriptura cuneïforme, i més endavant a Egipte.

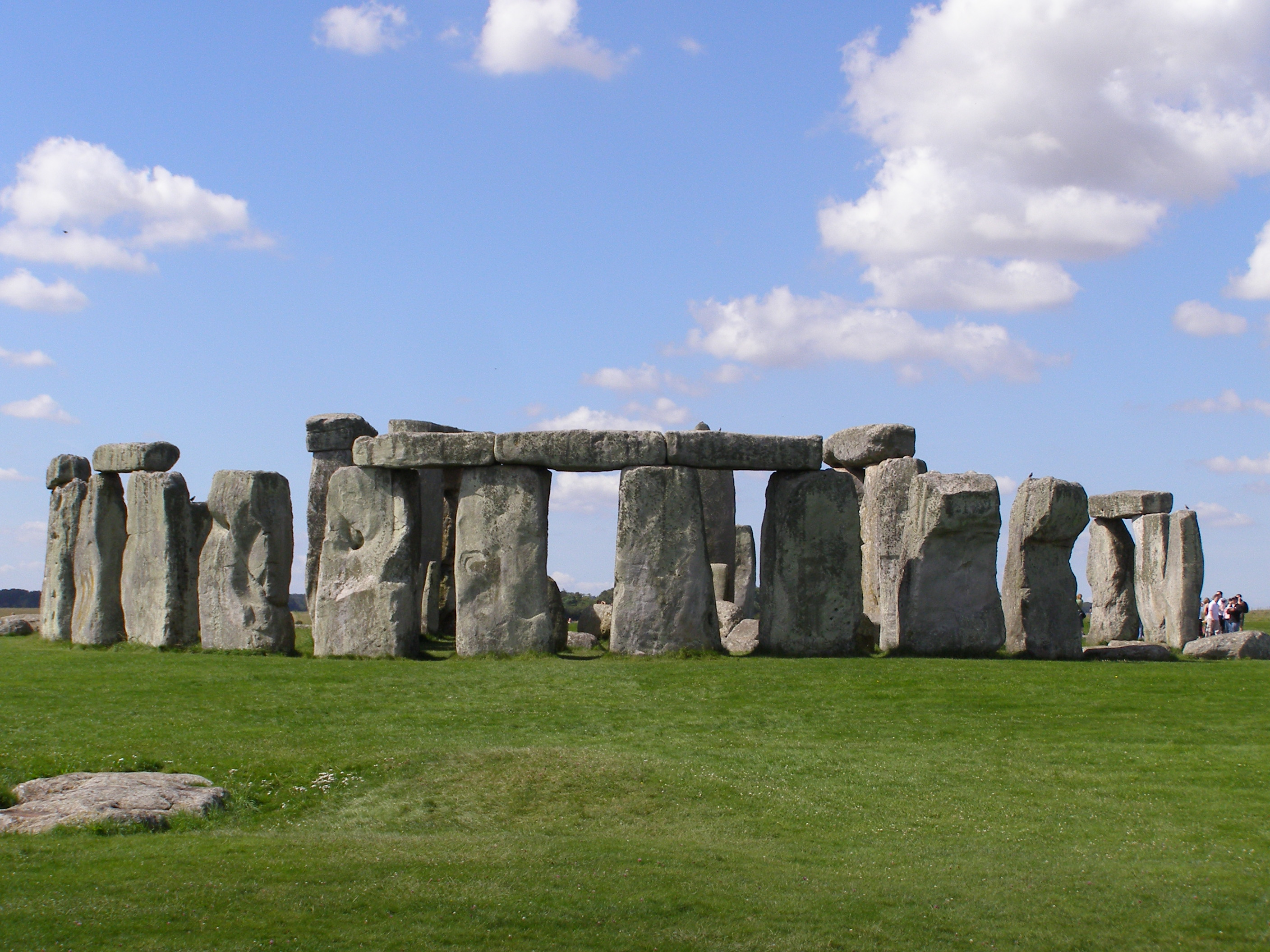
Stonehenge, Anglaterra, erigit per gent neolítica fa 4.500-4.000 anys. L'arqueologia és sovint un camp important quan es tracta d'entendre la prehistòria

La prehistòria es pot fer retrocedir fins al començament de l'Univers mateix, encara que el terme és més utilitzat per a descriure períodes de quan ja hi havia vida a la Terra; els dinosaures poden descriure's com a animals prehistòrics i els humans de les cavernes com a gent prehistòrica. Normalment el context determina el període temporal geològic o prehistòric que s'utilitza, p. e. «simi miocè prehistòric», pels volts de 2,3 - 5,5 milions d'anys enrere, o «Homo sapiens del Paleolític mitjà», 200.000 - 30.000 anys enrere.
Perquè, per definició, no hi ha registres escrits coneguts dels temps prehistòrics; la informació que coneixem sobre aquest període s'extreu dels camps de la paleontologia, biologia, palinologia, geologia, arqueoastronomia, antropologia, arqueologia i d'altres ciències naturals i socials. En societats en què la introducció de l'escriptura és relativament recent, les històries orals, coneixement del passat que ha passat de generació en generació, conté registres dels temps «prehistòrics».
El terme va esdevenir menys estrictament definit al segle xx mentre la frontera entre història (interpretació dels registres escrits i orals) i altres disciplines es feu menys rígida. Evidentment avui en dia la majoria d'historiadors es basen en proves de moltes àrees i ells mateixos no necessàriament es restringeixen en el període històric i en fonts codificades de comunicació escrites, orals o altres simbologies; a més a més, el terme «història» és utilitzat cada cop més en lloc de «prehistòria» (p. e. història de la Terra, història de l'Univers). Tanmateix, la distinció es manté en molts textos acadèmics, particularment en les ciències socials. Els principals investigadors de la prehistòria humana són arqueòlegs prehistòrics i antropòlegs físics que utilitzen l'excavació, l'examen geogràfic i l'anàlisi científica per a revelar i interpretar la natura i comportament de la gent prehistòrica.
La prehistòria humana difereix de la història no sols en termes de cronologia sinó en la forma en què tracta les activitats de cultures arqueològiques més que de nacions amb noms o individus. Restringit a restes materials més que a registres escrits (i evidentment només aquelles restes que han sobreviscut), la prehistòria és anònima. Per això, els termes de referència utilitzats pels prehistoriadors com Neandertal o edat de ferro són etiquetes modernes i arbitràries, la definició precisa de les quals és sovint subjecta a discussió i argumentació.
La data que marca la fi de la prehistòria, que és la data en què els registres històrics escrits foren un recurs acadèmic útil, varia de regió a regió. A Egipte s'accepta generalment que la prehistòria acaba pels volts del 3200 aC mentre a Nova Guinea la fi de l'era prehistòrica es fixa molt més recentment, el 1900.

## Períodes
Vegeu també la taula dels temps geològics.
La prehistòria és l'estudi de la vida dels éssers humans des dels inicis fins a la invenció de l'escriptura. En canvi, la història comença quan s'escriu el primer document que es coneix, datat de poc abans del 3000 aC a Mesopotàmia.
Aquest període és molt extens i tradicionalment es divideix en tres períodes desiguals:
1. Edat de pedra: subdividit al seu torn en dos períodes:
  1. Paleolític (de 2000000 aC fins al 6000 aC)
  2. Neolític (del 6000 aC fins al 3000 aC)
2. Edat del bronze
3. Edat del ferro

Alguns autors consideren que l'edat del bronze i la del ferro formen part de la història i no de la prehistòria.
Cal destacar que durant la prehistòria tenim diferents períodes, com hem vist en els paràgrafs anteriors; un esdeveniment clau en la història de la humanitat va ser l'aparició dels homínids. Segons les investigacions, els primers homínids procedeixen de la zona de l'Àfrica central: un escalfament del clima feu que molts arbres de la zona desapareguessin i els primats es veiessin obligats a adaptar-se a una nova forma de vida sense poder-se desplaçar pels arbres; els primats es veuen obligats a desplaçar-se per terra i això provoca que passin de caminar a quatre potes a ser bípedes. Aquestes transformacions físiques, produïdes durant milions d'anys, fan que els homínids (primats que caminen sobre dues potes) desenvolupin extremitats més petites i la columna vertebral sigui més recta, originant així un creixement del cervell, una disminució de la llargada dels braços i dels dits tant dels peus com de les mans. D'aquesta manera tindran una aparença més semblant a un homo que no pas a un primat.
La seva intel·ligència també es desenvolupa: així, podem parlar de diferents estadis d'Homo, com per exemple Homo erectus, Homo neardenthalensis, Homo sapiens…

### Edat de pedra

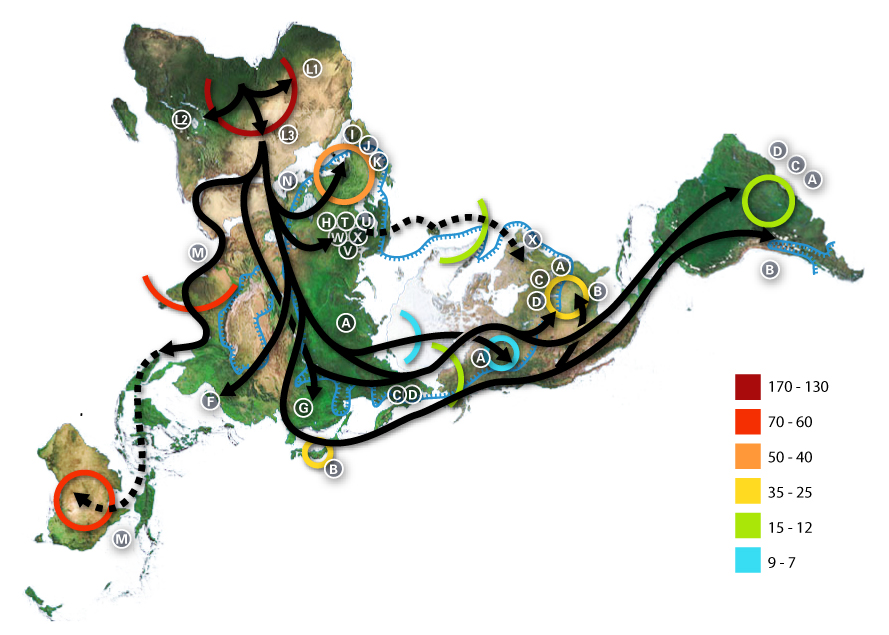
Mapa de les primeres migracions humanes, extrapolades segons la genètica de poblacions i l'ADN mitocondrial. Xifres expressades en mil·lennis abans de la nostra era:

L'edat de pedra és el període de la prehistòria durant el qual els éssers humans creaven eines de pedra a causa de la manca d'una tecnologia més avançada: empraven pedra per a fabricar eines i armes, tant de tall com de percussió. Tanmateix, aquesta és una circumstància necessària, però insuficient per a la definició d'aquest període, ja que hi van tenir lloc fenòmens fonamentals per al que seria el món actual: l'evolució humana, les grans adquisicions tecnològiques, com van ser el foc, l'ús d'estris, habitatge i roba, entre d'altres. L'evolució social, els canvis climàtics, la diàspora de l'ésser humà arreu del món des del seu bressol africà i la revolució econòmica, passant d'un sistema recol·lector caçador a un sistema parcialment productor (entre altres coses).

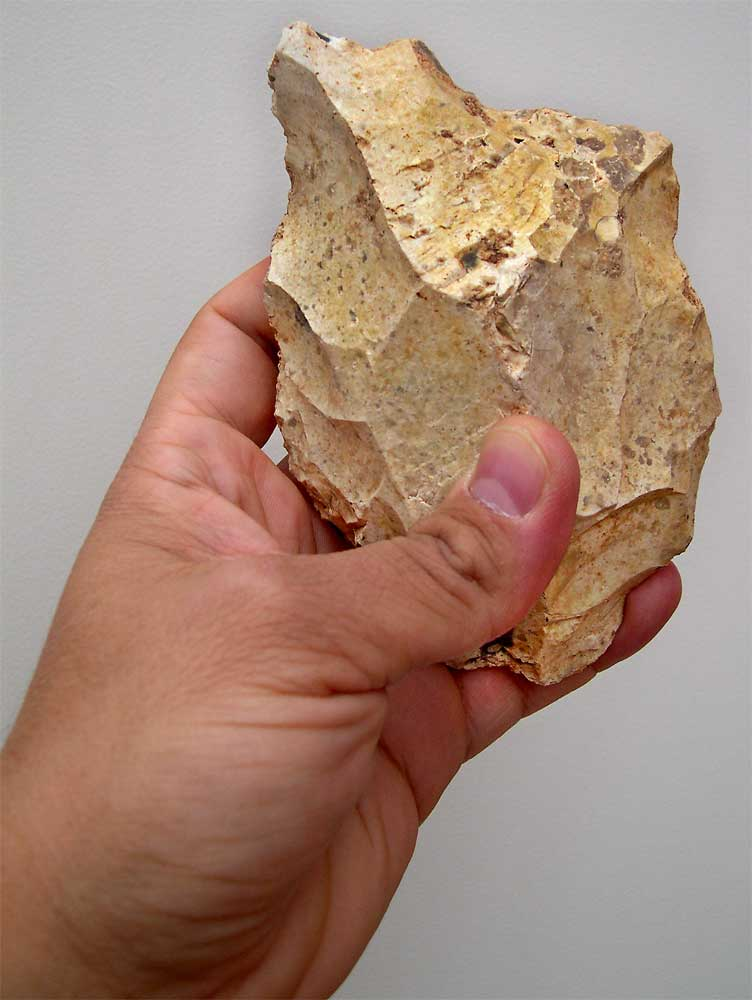
Eina de pedra tallada

El període que abasta aquesta edat és ambigu, disputat i variable segons la zona en qüestió. Tanmateix, en general, es creu que aquest període començà a l'Àfrica fa 2,5 milions d'anys, quan els primers homínids del gènere Homo van tallar la pedra (per a alguns l'iniciador fou Homo habilis). Aquest període va precedir el Calcolític o edat del coure i, sobretot, l'edat del bronze, durant la qual les eines d'aquest aliatge esdevingueren comunes, transició que va ocórrer entre el 6000 i el 2500 aC.
En l'edat de pedra cal distingir dues èpoques importants: el Paleolític (que significa 'pedra antiga') i el Neolític ('pedra nova'). Recentment se'n fa una divisió més precisa: Paleolític, Mesolític ('pedra intermèdia') i Neolític.

#### Paleolític
El Paleolític, conegut també com a antiga edat de pedra, abraça un període molt llarg que s'estén fins al 9000 aC aproximadament, i es desenvolupa en el període geològic anomenat Plistocè.

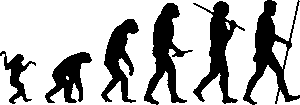
Evolució humana

És el període que considera el naixement del primer Homo, fa més de sis milions i mig d'anys, a l'Àfrica subsahariana. Inclou pràcticament tots els grans passos de l'evolució humana, així com importants avenços culturals, dels quals amb prou feines es coneixen els referents en uns pocs vestigis conservats de pedra i os. Per filar feien servir el fus.
Socialment, el Paleolític és l'època dels caçadors i recol·lectors de fruites, tiges i canyes, dels éssers humans nòmades i de l'ús d'eines fetes amb pedra i ossos. Els humans del Paleolític també van començar a donar explicacions màgiques a algunes coses que els passaven: temes com la vida i la mort van començar a ser explicats pels bruixots de les tribus amb rituals.
Se'n sol dividir en tres períodes: Paleolític inferior, Paleolític mitjà, Paleolític superior. La definició i durada varia segons la zona geogràfica.

#### Mesolític
El Mesolític, o edat mitjana de la pedra, és el període al final del Paleolític superior, com a transició entre aquesta època i el Neolític, i es data d'aproximadament al 9000 aC fins al 6000 aC: es desenvolupa en el període geològic anomenat Holocè. Pràcticament abasta ja l'època postglacial, en què canvia el clima i es modifiquen les formes de viure i, per tant, l'utillatge. És durant aquest període que sorgeixen els grans boscos (a causa de la modificació climàtica) i s'extingeixen els grans animals com l'elefant llanut, el rinoceront llanut i els ossos de les cavernes. El ren emigra. En canvi, animals com el cérvol, el maguri, el sarrió, la cabra salvatge, el senglar i el cabirol augmenten molt de nombre i són les peces de cacera principal; en aquest període es desenvolupa la pesca i els pobles primitius comencen a tornar-se seminòmades; es millora el sistema de recol·lecció.
Actualment es diferencia entre epipaleolític (en què les cultures mantenen un estil de vida propi del Paleolític, sense canvis substancials, com per exemple l'azilià), del Mesolític (en què les cultures mostren una tendència a evolucionar cap al sedentarisme i altres trets propis del Neolític, com el tardenoisià).
Durant la transició entre el Paleolític superior i l'Epipaleolític es produeix un important canvi conceptual. Les eines lítiques més antigues s'obtenen en processos operatius especialitzats, amb l'objectiu d'obtenir micròlits laminars. A inicis de l'Epipaleolític, en canvi, el mètode no es destinà a obtenir fulletes, sinó fulles per a micròlits geomètrics: apareix la tècnica del microburí i les primeres puntes de sageta amb retocs plans que les cobreixen (en el Mesolític sorgeix la invenció de l'arc).

#### Neolític
El Neolític (del grec νέος, néos, 'nou', i λίθος, líthos, 'pedra') és l'últim període del Paleolític, en el qual van tenir lloc innovacions d'una gran transcendència: els éssers humans descobreixen l'agricultura i la ramaderia, i es fan sedentaris.
Fa poc més de 10.000 anys esclatà un seguit d'innovacions a la zona de l'Orient Pròxim que foren tan notables que varen donar lloc al que s'ha anomenat la Revolució del Neolític. Més concretament en els territoris anomenats Creixent Fèrtil, que comprèn: Mesopotàmia (actualment, Iraq) i Canaan (actualment, Palestina) i que també inclou la vall del Nil (Egipte), Líban, el nord de Síria i el sud-est d'Anatòlia (Turquia).
Els pobladors de l'Orient Pròxim foren els primers a domesticar animals (ramaderia), així com a cultivar plantes (agricultura). L'evidència més antiga de treballs agrícoles s'ha trobat al jaciment de Tell Abu Hureyra (Síria), fa 11.000 anys; mentre que al jaciment de Zawi Chemi Shanidar (Iraq) s'han localitzat les restes dels primers animals domèstics, fa vora 10.500 anys.

El Creixent Fèrtil

Des del Creixent Fèrtil, el Neolític s'expandí per Àsia (cap a l'Índia i Xina), Àfrica (en especial a Egipte) i per Europa a través del Mediterrani: afectà totes les regions habitades.
- S'inventen nous utensilis: molt variats, però fonamentalment s'originà la ceràmica i la filatura.

La ceràmica apareix força avançat el Neolític: dona lloc al període anomenat «preceràmic». Les primeres restes ceràmiques conegudes daten del 6750 aC i foren trobades al jaciment de Kalat Jarmo (Kurdistan), així com les trobades a Tepe Guram i Tepe Serdam (Iraq), datades del 6500 aC.
En convertir-se en agricultors, els grups humans s'assenten, donen lloc als primers poblats estables: sedentarisme. El poblat protoneolític de Jericó s'ha datat pel mètode ¹⁴C del 9551 aC (altres exemples els trobem a Eynan (Palestina), Zawi Chemi Shanidar (Iraq) i Tepe Asiab (Iran).
- L'agricultura i la ramaderia varen suposar un augment productiu que la ceràmica i va permetre emmagatzemar. Per primera vegada sobraven aliments i altres productes, i donen lloc als denominats excedents.
- Aquests excedents varen afavorir un gran augment demogràfic: s'estima que la població es multiplica per deu (passa d'uns 10 milions a 100 milions d'humans).
- El sedentarisme i el creixement demogràfic propiciaren el naixement d'autèntiques ciutats: Jericó (Cisjordània) té l'honor de ser considerada la primera ciutat del món (amb uns 2.000 habitants el 8000 aC), així mateix se'n poden citar d'altres com Çatal Hüyük i Haçilar (Anatòlia), Kalat Jarmo (Kurdistan), Hassuna i Samarra a Iraq, Ras Shamra i Tell Halaf (Síria).
- S'inicià la divisió del treball: agricultors, ramaders i artesans. Els que disposaven d'excedents començaren a intercanviar-los amb altres per tal de suplir les seves necessitats: neix el comerç a la barata o bescanvi.
- Aquests intercanvis no seran sols locals, n'hi haurà de regionals; germinen d'aquesta manera les primeres rutes comercials. El millor exemple se'n troba als jaciments d'Al Beidha (Jordània) i Ba'ja, on s'ha excavat un autèntic basar datat del VII mil·lenni aC.
- Tots aquests canvis originaren diferències socials (rics i pobres); també apareixen les primeres autoritats: governants i sacerdots.

### Edat del bronze
L'edat del bronze és un període del desenvolupament de la civilització que es caracteritza pel fet que la metal·lúrgia més avançada ha desenvolupat les tècniques d'extracció del coure dels minerals i en fa aliatges per aconseguir bronze. L'edat del bronze forma part de la prehistòria i segueix al Neolític en la major part del món.
La data exacta d'arribada a l'edat del bronze varia entre cultures i llocs del món. La tecnologia del bronze era coneguda vers el 4500 aC, prop de Bang Chieng (Tailàndia). Posteriorment, fou elaborat al Pròxim Orient, a l'Àsia Menor es data abans del 3000 aC; a l'antiga Grècia s'inicià el seu ús al voltant del 3000 aC; a l'Àsia central el bronze es coneix vora el III mil·lenni aC (2000 aC), a l'Afganistan, Turkmenistan i l'Iran, mentre que a la Xina s'incorporà més tardanament, dins la dinastia Shang, vora el 1800 aC. A Amèrica, la civilització de Tiwanaku fou l'encarregada d'encetar aquesta edat, descobrí el bronze en provar amb diversos metalls.
Aquesta fase del desenvolupament humà no és present en totes les zones del globus terraqüi: a l'Àfrica subsahariana no hi ha una edat del coure ni del bronze, car els pobladors d'aquesta zona feren un salt directe del Neolític a l'edat del ferro.

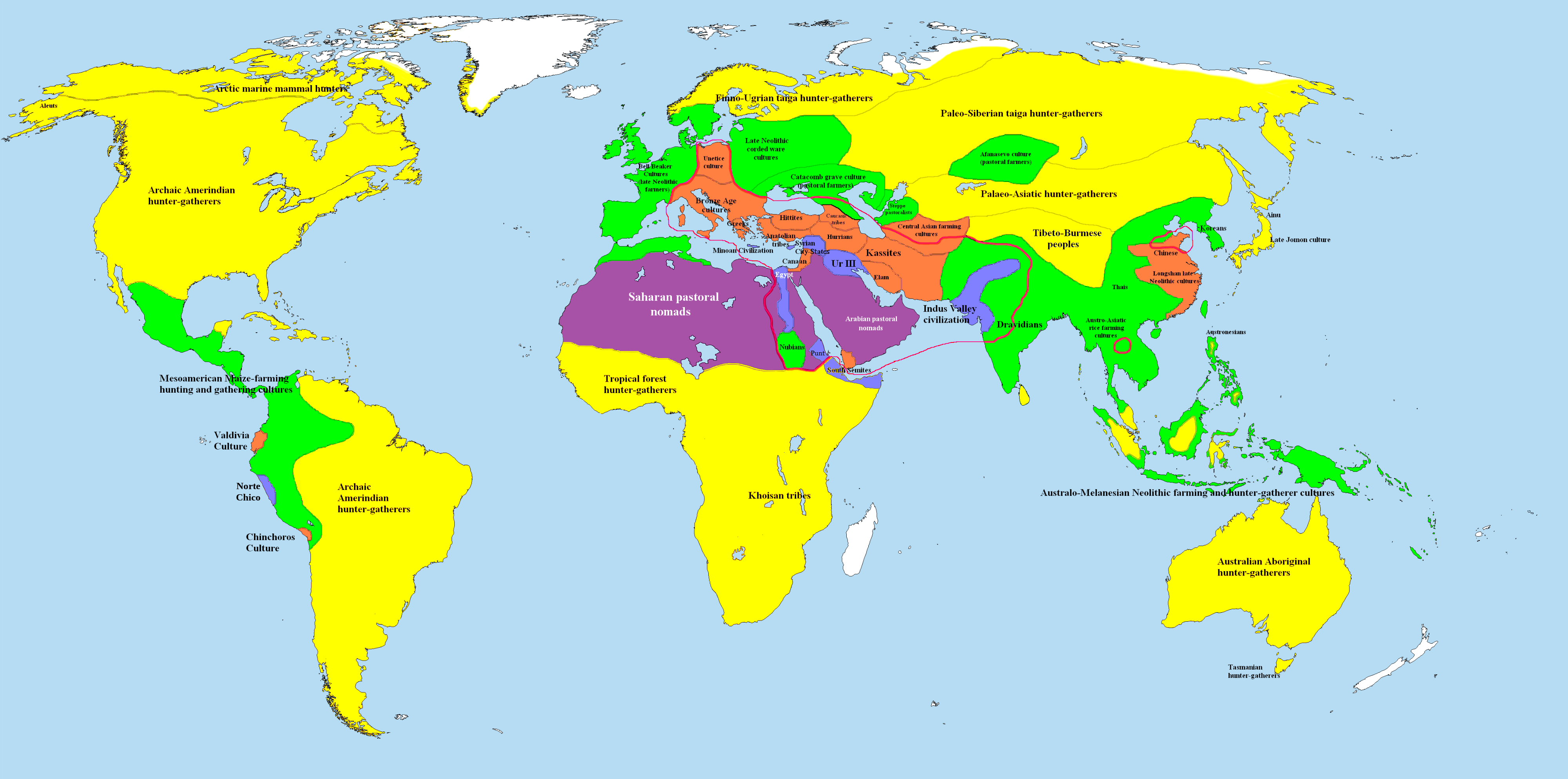
Mapa de l'estat tecnològic i social en el món, vora el 2000 aC, es mostren pobles, cultures i zones on s'empraven estris de bronze

L'edat del bronze se situa generalment a Europa entre el 1800 aC i el 700 aC, dividida en tres fases:
- El bronze antic, del 1800 aC al 1500 aC.
- El bronze mitjà, del 1500 aC al 1200 aC.
- I el bronze final, del 1200 aC al 700 aC.

Per la seva banda, al Pròxim Orient s'han establert les dates següents:
- Bronze antic (3500-2000 aC).
- Bronze mitjà (2000-1600 aC).
- Bronze final o tardà (1600-1200 aC).

Característiques generals de l'edat del bronze són el creixement demogràfic, l'abandonament parcial de la transhumància i la lenta tendència al sedentarisme de la gent.
Les persones es mantenen en general en coves però també en turons estratègics i en poblets en zones abrigades. La inhumació es fa a les coves i als dòlmens, probablement en part construïts abans i que ara en són reutilitzats, junt amb altres de nous. En són característiques les puntes de sageta, els punxons i objectes d'adorn. L'art es concreta en figures de pedra i dibuixos d'escenes de mort.
El descobriment del coure primer, i de l'estany i bronze després, va fer moure alguns pobles a la recerca d'aquests metalls, emportant-se les seves regles culturals i les seves tècniques. La utilització del metall fa créixer la complexitat de l'estructura social de les comunitats, i apareixen lluites tribals. El domini del metall determinava el poder i la riquesa i va donar origen a una minoria de privilegiats enfront d'una majoria de subordinats.
Les cultures neolítiques vivien als plans i gairebé no tenien armes, però ara es fan necessàries per les guerres entre grups oposats. Des d'abans del 1700 aC, les necessitats defensives dels grups fan que construeixin els hàbitats en llocs fàcils de defensar; a les tombes comencen a ser abundoses les armes.

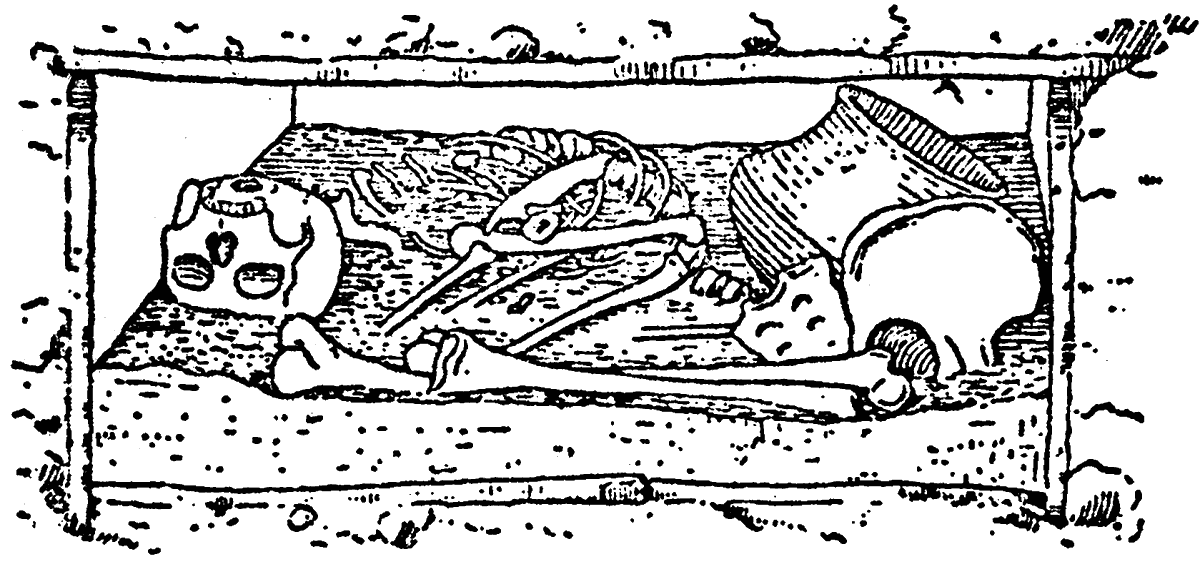
Enterrament en cista típic de la primera fase de la cultura d'El Argar (província d'Almeria)

A la península Ibèrica l'edat del bronze ve marcada per l'existència de dues cultures que arrenquen del Neolític:
- La cultura d'El Argar, anomenada també cultura almerienca, en què destaquen les sepultures en cista amb un aixovar que revela intenses relacions amb el Mediterrani oriental, i escassa influència de la resta d'Europa: fase III, successora de la cultura de Los Millares o cultura almerienca; fase II, d'origen oriental, potser sirià, amb possibles influències egípcies.
- La cultura del vas campaniforme va durar aproximadament del 2000 al 1500 aC. A la península Ibèrica el fenomen campaniforme defineix la fase final del Calcolític local i els segles inicials de l'edat del bronze.[6]

A les Balears i, en concret, Mallorca, però sobretot Menorca, desenvolupen la primera fase de la cultura dels talaiots (la plenitud de la qual és pròpia ja de l'edat del ferro), caracteritzada per l'arquitectura ciclòpia en una sèrie d'edificis dels quals el talaiot és una de les manifestacions, al costat de les taules i navetes d'enterrament. Aquesta cultura es relaciona amb la cultura dels nurags de Sardenya, però és més desenvolupada. Es coneixen poblats emmurallats, com el de Ses Païsses, que allotgen talaiots, barris d'habitatges de maçoneria i inhumacions sota terra; construccions culturals graonades (potser temples) i, també, acròpolis emmurallades en llocs de difícil accés.

### Edat del ferro
L'edat del ferro és l'últim període principal de la tradicional divisió de les tres edats, establerta el 1820 per Christian Jürgensen (seguint una classificació segons els materials emprats en cada període), és posterior a l'edat del bronze. Actualment el terme ha perdut valor com a etapa històrica, car és tan sols aplicable dins l'àmbit europeu.

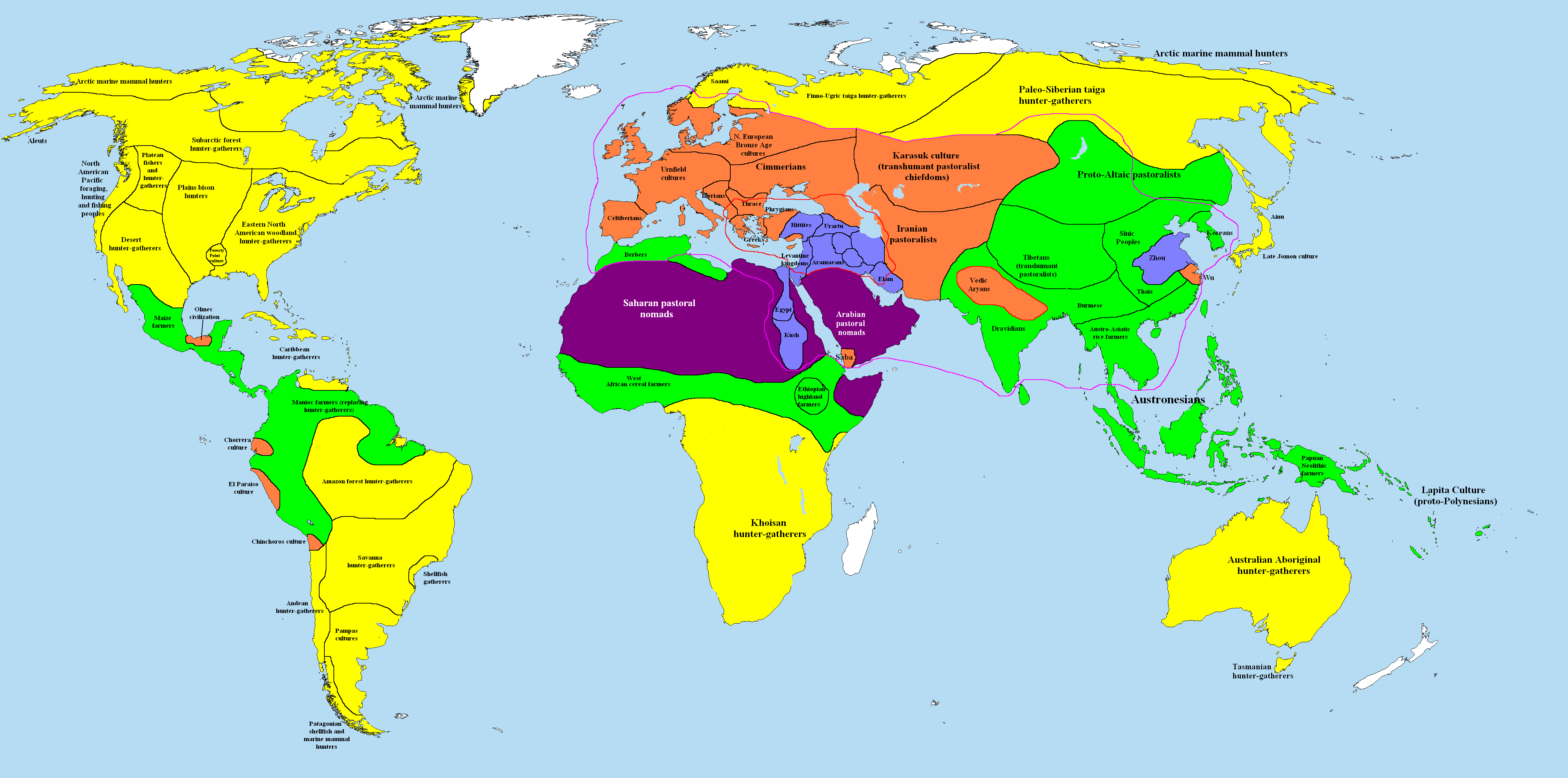
El món l'any 1000 aC. Les zones on es practicava la metal·lúrgia del ferro són delimitades amb línies vermelles; on es produïa bronze, en rosa

La primera aparició coneguda de societats amb nivell cultural i tecnològic corresponent a aquesta edat són datades del segle xii aC en dues localitzacions diferents: a l'Índia (cultura Veda, posterior a la Rig-Veda) i a Europa, durant l'edat fosca grega. En altres zones europees l'inici de l'edat de ferro fou molt posterior: a l'Europa Central no es desenvolupà fins al segle viii aC amb la cultura de Hallstatt, mentre que al nord d'Europa ho feu al segle vi aC amb la cultura de Jastorf. Al continent africà el primer exponent conegut de la utilització del ferro mitjançant la fosa i la forja es troba en la cultura Nok, a l'actual Nigèria, vers el segle xi aC.
Les diferències temporals vers l'inici de l'edat del ferro també es mantenen en la seva desaparició: acaba en diferents períodes segons la regió: a la zona del mar Mediterrani acaba amb l'inici de la tradició històrica durant el període hel·lenístic i l'Imperi Romà; a l'Índia, amb l'arribada del budisme i el jainisme; a la Xina, amb l'inici del confucianisme; i al nord d'Europa es mantingué fins a l'alta edat mitjana.
L'edat del ferro es correspon, aproximadament, amb el moment en què la producció d'eines de ferro era la manera més sofisticada de metal·lúrgia. La duresa del ferro, l'alta temperatura de fusió i l'abundància de fonts del mineral de ferro en fan un material molt més desitjable i barat que el bronze, fet que contribuí de manera decisiva a fer del ferro el metall més emprat.
L'edat de ferro, com a tal, no es donà a Amèrica ni a Australàsia. En aquestes regions les tecnologies per a explotar l'ús i la manipulació del ferro foren introduïdes per la colonització europea.

## Prehistòria, història i arqueologia
Des del punt de vista més tradicional, es considera que la prehistòria és una especialitat científica que estudia, mitjançant l'excavació, les dades d'aquest període històric que precedeix la invenció de l'escriptura; troba en les restes arqueològiques la principal font d'informació. La resta de dades venen donades per disciplines auxiliars com l'etnografia, paleoantropologia, física nuclear per a efectuar datacions absolutes, l'anàlisi per espectròmetre de masses de components lítics, ceràmics o metàl·lics, la geomorfologia, edafologia, tafonomia, paleontologia, paleobotànica, l'estadística no paramètrica, la topografia, entre altres moltes ciències i tècniques. Donada aquesta varietat de disciplines, un gran nombre de persones consideren la prehistòria una especialitat dins de la història, sols que molt més tecnificada i pluridisciplinària.
Tot i l'ajuda d'altres disciplines, la metodologia de base per a obtenir dades de la prehistòria és l'arqueologia. Mentre que en els àmbits acadèmics de l'Europa continental la prehistòria és una especialitat de la història,solen ser departaments de les facultats d'història, i és normal que les investigacions siguin finançades per institucions d'orientació humanística o la mateixa administració estatal. D'altra banda, a Amèrica i les Illes Britàniques la prehistòria és supeditada a l'arqueologia (arqueologia processual), la qual és, al seu torn, vista com una especialitat de l'antropologia (la qual no es limita a les fases preliteràries de la història, sinó a qualsevol període passat). Així mateix, en el món anglosaxó, els departaments d'arqueologia s'associen, normalment, a les ciències naturals, incloent-hi laboratoris propis i sistemes de finançament relacionats amb organismes enfocats a les ciències naturals (als Estats Units, per exemple, la National Science Foundation i al Regne unit el Natural Environment Research Council).
Paral·lelament, es compta amb els últims estadis de la prehistòria: la protohistòria, que engloba els períodes sense escriptura de certes regions contemporànies de les cultures històriques, les fonts escrites de les quals ens proporcionen informació addicional sobre els pobles primitius. Amb tot, la definició o el concepte en són bastant limitats, escassament útils fora de l'àmbit europeu. Les cultures protohistòriques solen incloure's tant en l'estudi de la prehistòria com en els primers moments de la història antiga.

## Evolució de la societat prehistòrica
D'altra banda, és lògic pensar que no va existir un sol model de societat en la prehistòria i que aquesta, al llarg del temps, va anar evolucionant i creant noves estructures socials i organitzatives.
Es pot dibuixar un esquema de l'evolució de les societats:
1. Societat igualitària
2. Societat jeràrquica
3. Societat estratificada
4. Societat amb estat

Les societats igualitàries s'identifiquen amb els caçadors recol·lectors. Són les societats humanes que, en principi, s'han considerat més simples. S'ha de tenir en compte, però, que el seu primitivisme rau precisament en el fet que l'estructura tribal és generalitzada. Això vol dir que no està compartimentada en sectors econòmics, religiosos ni polítics.
- Quan un llinatge, per exemple, es preocupa de les seves terres, està actuant com una entitat econòmica.
- Quan participa en un enfrontament, és un grup polític.
- Quan ofereix sacrificis, és una congregació ritual.

Els caçadors recol·lectors tenien una organització social que s'anomena banda. La banda és un grup humà compost per un nombre reduït d'individus, que té una estructura simple i flexible, i que està mancat de rol formal de lideratge i d'estratificació social significativa. Són grups d'individus que viuen junts i comparteixen un mateix territori; habitualment són de caràcter nòmada.
En la majoria de les bandes, les famílies tenen una relació de parentiu i hi existeix una jerarquia. Aquesta jerarquia és necessària perquè tots els grups tenen una tendència natural al desordre i, per petit que sigui el grup, hi ha d'haver una certa estructura organitzativa perquè pugui continuar funcionant. La jerarquia venia determinada pel sexe o l'edat i significava, més aviat, un estatus.
No va ser fins al Paleolític superior que l'aparició de bastons de comandament fa suposar una certa estructura de societats amb un cap. Fins i tot en les societats en què la institució política és absent, on no hi ha caps, el fet polític hi és present. El poder polític no és una necessitat inherent a la naturalesa humana, és a dir, a la persona com a ésser natural, però sí que constitueix una necessitat inherent a la vida social. Es pot pensar el fet polític sense violència, però no es pot pensar el fet social sense el fet polític. En altres paraules, no hi ha societat sense poder.

## Economia
En la prehistòria no existia la moneda, la majoria de comunitats s'autoabastien i el comerç era pràcticament nul (sempre basat en l'intercanvi de béns).
És l'edat en què va sorgir de mica en mica la divisió del treball, primer per sexes (la dona tenia unes funcions i l'home unes altres) i després per grups socials. El procés era molt desigual segons les zones i no es pot parlar d'una autèntica estratificació social pel treball fins a les primeres comunitats de l'edat antiga.

## Civilitzacions de la prehistòria
- Fa 1 milió d'anys:
  - cultures del còdol tallat (primeres eines) a Europa, Àfrica i l'Orient Llunyà
  - olduvaià i acheulià inferior a Àfrica central i del Sud

- Entre 500000 i 200000 aC:
  - acheulià a Europa
  - padjitanià a l'Orient Llunyà

- Fa 100.000 anys:
  - sangoen a Àfrica central
  - cultura fen a la Xina i rodalia

- Entre 80000 i 40000 aC:
  - mosterià a Europa i Orient Mitjà
  - soanià al subcontinent indi
  - cultura ordos a l'Extrem Orient

- Uns 30.000 anys aC:
  - châtelperronià a Europa occidental
  - cultura ateriana al Sàhara
  - stillbay a l'Àfrica central i austral
  - cultura del riu Angarà a l'Àsia

- Uns 20.000 anys aC:
  - aurinyacià

- Uns 10.000 anys aC:
  - magdalenià a Europa sud-occidental
  - lupembià al centre d'Àfrica
  - cultura kebarana al Pròxim Orient

- Uns 9.000 anys aC:
  - fi del gravetià a Europa
- cultura natufiana a Palestina

- Entre 8.000 i 7.000 anys aC:
  - cultura wilton a Àfrica del Sud
  - jōmon al Japó

- Entre 6.000 i 4.000 anys aC:
  - inici de pobles neolítics a Europa, Àsia i Àfrica
  - sauveterrià a la futura França

- Uns 3.000 anys aC:
  - Calcolític europeu
  - edat del bronze a Orient Mitjà

- Uns 2.000 anys aC:
  - civilització de la vall de l'Indus
  - Sumer

- Uns 1.000 anys aC:
  - edat del bronze a Europa
  - auge de Micenes, Assíria i els hitites
  - període shang xinès

## Prehistòria d'Europa
La prehistòria a Europa cobreix la història dels pobles d'Europa abans de l'aparició de l'escriptura. Els primers éssers humans van arribar al continent provinents de l'Orient Mitjà i, a causa del refredament del clima, es van refugiar als països del sud; perderen contacte amb els seus veïns, com proven les restes d'homo antecessor, que difereixen de les troballes africanes. L'edat de pedra europea neix amb l'acheulià cap al 500000 aC, de nou per influència oriental. Una variant autòctona (controvertida) en seria el clactonià. El primer grup propi d'homo sapiens o anatòmicament modern és el châtelperronià, cap al 30000 aC. Una mica posterior n'és el gravetià. En el Paleolític superior es troba el magdalenià, que arribà a terres catalanes, i el solutrià, que destaca per l'ús del vermell per a decorar objectes (un pigment que serà dels predominants en l'art rupestre). Cap al 10500 aC hi va aparèixer l'azilià, una cultura que s'imposà en bona part del continent. Mentre Europa occidental seguia el model sauveterrià, la Revolució neolítica s'iniciava a Grècia i les illes del Mediterrani, fet que marca una divisió important en el desenvolupament del continent que influirà en la història posterior de l'edat antiga. A la península Ibèrica un avenç similar no es produirà fins a l'arribada de la cultura del vas campaniforme, el 2000 aC. Això va fer que al final del Neolític es distingissin a Europa cinc regions culturals diferenciades: les que van florir a les ribes del Danubi (en destaca la tardana cultura boian), les que es van crear a la Mediterrània, l'àrea Dimini-Vinca, els pobles d'Ucraïna i els seus voltants i diverses tribus aïllades a l'Atlàntic. Amb el Calcolític arriba una nova onada de migracions asiàtiques que fan canviar les tècniques i costums dels habitants locals. Sembla que va ser llavors quan van aparèixer els indoeuropeus, però la zona d'origen n'és controvertida (com es resumeix a les hipòtesis Urheimat).
La cultura d'El Argar sembla la primera representant de l'edat del bronze plena (1800 aC) i amb un centre controvertit. Un parell de segles després comença a florir la civilització micènica, de gran irradiació, mentre que a la resta del continent predominava el període del túmul, anomenat així per la forma d'enterrament dels morts. Cap al 1100 s'inicia l'ús massiu del ferro al mar Egeu, i va permetre més endavant la creació de la cultura de Hallstatt, una de les més rellevants del període. Als segles VIII i VIII aC es torna a viure un període d'intercanvis al Mediterrani, amb colònies de fenicis i grecs. Aquests pobles comencen a abandonar la prehistòria; en canvi, la resta d'Europa encara trigaria un temps a descobrir els avenços de la civilització, centrant-se en la cultura de La Tène, probablement la darrera aportació genuïnament europea de la prehistòria.

## Prehistòria de la península Ibèrica

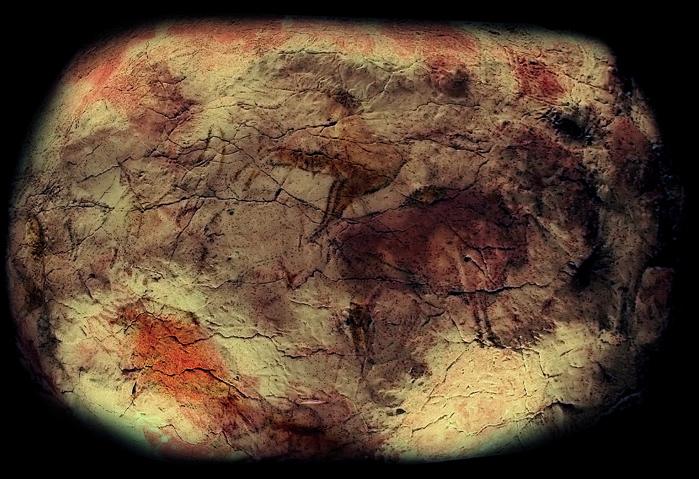
Pintura al sostre de la cova d'Altamira

La prehistòria humana de la península Ibèrica comença amb l'arribada dels primers homínids fa 1.200.000 anys, i acaba amb les guerres púniques, moment en què el territori entra als dominis de la història escrita. En aquest llarg període, alguns dels seus llocs més significatius ho foren per acollir els últims neandertals, per desenvolupar alguns dels elements més impressionants de l'art paleolític, juntament amb el sud de França, per ser seu de les primeres civilitzacions de l'Europa occidental, fins que va esdevenir l'objectiu colonial més desitjat per la posició estratègica i la riquesa mineral. El poblament d'homínids de la península Ibèrica es remunta al Paleolític. Les primeres restes d'homínids han estat descobertes en diversos llocs de la península. L'evidència significativa d'una continuada ocupació de la península per neandertals també ha estat descoberta. Els homo sapiens van entrar-hi per primera vegada cap al final del Paleolític. Durant un temps, neandertals i humans moderns coexistiren fins que els primers va ser portats cap a l'extinció. L'humà modern segueix habitant la península en els períodes del Mesolític i el Neolític.
El territori ibèric té una gran quantitat de jaciments prehistòrics. Moltes de les restes prehistòriques més ben conservades es troben a la zona d'Atapuerca, rica en coves de pedra calcària que s'han conservat al llarg d'un milió d'anys d'evolució humana. Entre aquests llocs es troba la cova de Gran Dolina, on sis esquelets d'homínids, datats d'entre el 780.000 i 1.2 milions d'anys, van ser descoberts al 1994. Els experts han debatut sobre si aquests esquelets pertanyen a l'espècie Homo erectus, Homo heidelbergensis, o a una nova espècie anomenada Homo antecessor. A la Gran Dolina, els investigadors han trobat evidència d'eines per esbocinar animals i altres homínids, la primera evidència de canibalisme en una espècie d'homínid. Les proves de foc s'hi han trobat tambéc, la qual cosa suggereix que van cuinar la carn. També a Atapuerca és l'indret de la Sima de los Huesos, o «Avenc dels Ossos». Els excavadors hi han trobat les restes de 30 homínids que hi van viure fa 400.000 anys. Les restes s'han classificat provisionalment com Homo heidelbergensis i podrien ser avantpassats dels neandertals. Cap traça d'habitatge s'ha trobat al lloc a excepció d'una pedra de destral de mà, i totes les restes del lloc són d'adults joves o adolescents. La similitud d'edat suggereix que les restes no van ser el resultat de cap accident. La col·locació aparentment deliberada de les restes i la manca d'habitatge pot significar que els cossos van ser soterrats deliberadament a la boca com un lloc d'enterrament, cosa que faria del lloc la primera traça d'un enterrament d'homínids.
Al voltant del 200000 aC, durant el període del Paleolític inferior, els neandertals entren per primera vegada a la península Ibèrica. Al voltant del 70000 aC, durant el període del Paleolític mitjà comença la darrera edat de gel i s'hi va establir la cultura neandertal mosteriana. Al voltant del 35000 aC, durant el Paleolític superior, comença el període cultural neandertal châtelperronià. Emanà aquesta cultura del sud de l'Europa continental fins a estendre's al nord de la península Ibèrica. Aquesta cultura va existir fins que al voltant del 28000 aC, l'home de Neandertal s'enfronta a la seva extinció; el seu últim refugi fou el que avui en dia és Portugal. Restes neandertalianes s'han trobat en diversos llocs de la península Ibèrica. Un crani neandertal aparegué a la pedrera de Forbes de Gibraltar  el 1848, i així el Regne Unit és el primer estat on es van trobar restes neandertals. Els neandertals no eren reconeguts com una espècie separada fins al descobriment de les restes de Neandertal (Alemanya) el 1856. Posteriors descobriments neandertalians a Gibraltar també han inclòs el crani d'un nen de quatre anys i excrements conservats a la part superior de petxines de musclos fornejades. A Zafarraya es va trobar una mandíbula neandertal i eines mosterianes, associades a la cultura neandertal, el 1995. La mandíbula va ser datada al voltant del 28000 aC i les eines al voltant del 25000 aC. Aquestes dates fan de les restes de Zafarraya les proves més noves neandertals i han ampliat la línia de temps de lllur existència. La més recent data de les restes també dona la primera traça d'una coexistència entre els neandertals i l'humà modern. La cova Arbreda a Catalunya conté pintures rupestres aurinyacianes, així com antigues restes de neandertals. Alguns també han apuntat que les noves restes a la península Ibèrica suggereixen que els neandertals foren expulsats de l'Europa Central per l'humà modern cap a la península Ibèrica, on van buscar refugi.
La cultura châtelperroniana (típicament associada amb l'ésser humà de Neandertal) s'ha trobat a la regió cantàbrica i a Catalunya.
La cultura aurinyaciana (treball d'Homo sapiens) la succeeix i té aquesta periodització:
- Aurinyacià arcaic: a Cantàbria (coves de Morín i El Pendo) i a Catalunya. Les datacions de carboni-14 (¹⁴C) a la cova de Morín són relativament tardanes en el context europeu: c. 28.500 BP, però les dates de l'ocupació per a El Pendo (on és més vell que les capes châtelperronianes) han de ser de data anterior.
- Aurinyacià típic: a Cantàbria (Morín, El Pendo, Castillo), al País Basc (Santimamiñe) i Catalunya. Les datacions de radiocarboni donen aquestes dates: 32.425 i 29.515 BP.
- Aurinyacià evolucionat: a Cantàbria (Morín, El Pendo, El Otero, Hornos de la Peña), Astúries (El Cierro, El Conde) i Catalunya.
- Aurinyacià final: a Cantàbria (El Pendo), després de l'interval gravetinià.

## Prehistòria dels Països Catalans
La prehistòria als Països Catalans comprèn el període des de l'aparició de l'ésser humà a la constatació dels primers testimonis escrits. La prehistòria es coneix gràcies a l'arqueologia. Entre Catalunya i el País Valencià hi ha una certa continuïtat en el desenvolupament prehistòric. Les Illes Balears, en canvi, són un món a part: Mallorca i Menorca pertanyien a civilitzacions sense connexió continental, mentre Eivissa i Formentera tradicionalment s'ha cregut que no estaven habitades fins a l'arribada dels fenicis, però aquesta suposició està en revisió.

Animació representant la tècnica Levallois per a fer estris de pedra en la prehistòria

A la Catalunya Nord s'han trobat, a la cova de l'Aragó a Talteüll, fòssils d'humans anteriors als neandertals i aquestes restes són entre les més antigues dels Països Catalans i d'Europa.
Al Principat de Catalunya els primers poblaments que s'han trobat són del Paleolític mitjà amb la mandíbula de Banyoles com a fòssil prominent. Els jaciments del període mosterià de Catalunya més coneguts són l'Abric Romaní i l'Estació Agut a Capellades i la cova de les Teixoneres a Moià. Al poblat neolític de La Draga, a Banyoles, s'hi troben restes d'un poblat de les primeres comunitats pageses que s'establiren als Països catalans, a final del 6è mil·lenni aC.
Al País Valencià les primeres restes de poblament també corresponen al Paleolític mitjà amb els jaciments principals de la cova Negra (Bellús i Xàtiva), la cova de la Petxina (Bellús) i la cova del Cochino (Villena) amb restes de neandertals.
A les Illes Balears en sentit estricte (Mallorca i Menorca) els primers artefactes humans s'han trobat a la cova del Canet de Mallorca i s'han datat del 7220 aC. Els primers fòssils humans s'han trobat a la cova de Muleta de Sóller que, datats amb el carboni 14, han donat uns 5.500 anys d'antiguitat. La cultura dels talaiots no apareixeria fins 1.500 anys després.
A Eivissa, es detecten uns canvis de fauna a la cova d'es Pouàs (datats del cinquè mil·lenni) difícils d'explicar sense la intervenció humana (Alcover, 1994).
A l'illa de Mallorca la seva extensió superficial (3.600 km²) permet considerar-la com un únic territori de captació de recursos d'una població caçadora recol·lectora. D'acord amb Gamble (1990), l'illa hauria d'estar poblada per més d'una banda (aproximadament una banda és de 30 persones) i el màxim demogràfic seria d'unes 500 persones. Extrapolant aquesta dada, la totalitat dels Països Catalans (68.500 km²) estaria habitada, en el Paleolític per unes 10.000 persones.
Els habitatges protegits com les coves proporcionen la majoria de restes que s'han conservat del Paleolític, per això es pensa que aquest tipus d'hàbitat està sobrerepresentat i que de la immensa majoria dels habitatges a l'aire lliure, segurament molt abundants, és difícil trobar-ne res. També s'ha de tenir en compte que els ossos no es conserven en terrenys àcids, que són freqüents al nord del Llobregat, en determinats punts del País Valencià (com la serra d'Espadà) i a la meitat de Menorca.
Les principals mostres d'art d'aquest període als Països Catalans es troben en coves del País Valencià com la cova del Parpalló. Cap a final del Paleolític, a Catalunya es trobarà en l'extrem nord de l'art rupestre el que s'anomena art rupestre llevantí o “pintors de les serres”, per exemple a la cova del Cogul, a Les Garrigues.
Al País Valencià estan testimoniades les eines de pedra típiques del Paleolític superior mediterrani successivament: gravetià, solutrià, epigravetià i magdalenià. Les coves més explorades són les del Parpalló i de les Meravelles (Gandia), de les Rates Penades i del barranc Blanc (Ròtova), de les Malladetes (Barx), del Volcà del Far (Cullera). El nivell amb restes del magdalenià i solutrià només s'ha trobat al Parpalló, l'abundor de troballes d'artefactes i d'art contrasta amb els pocs fòssils d'ossos humans que s'hi han trobat. Al País Valencià hi ha nombroses i famoses pintures prehistòriques d'art rupestre llevantí (que arriben també als territoris veïns d'Aragó, Múrcia i Catalunya). Van des de les muntanyes de les comarques dels Ports i del Maestrat (amb l'emblemàtic grup del barranc de la Valltorta, Gasulla d'Ares) al centre del país: Dosaigües, Aiora, Bicorb (cova de l'Aranya) i fins a Alcoi (cova de la Sarga). L'art rupestre llevantí mostra representacions esquemàtiques i dinàmiques de caceres. La cronologia d'aquestes representacions artístiques ha estat molt discutida: si bé al principi es consideraven del Paleolític superior actualment es pensa que són del Neolític.
A Mallorca i Menorca no s'ha testimoniat un poblament paleolític. Fins al Neolític, a la fi del tercer mil·lenni aC o començament del segon mil·lenni, no hi ha restes d'un poblament generalitzat.
El neolític significa una revolució en passar d'una economia humana basada en la caça i la recol·lecció a una altra d'agrícola i ramadera. Mesolític o epipaleolític és el període de transició entre el Paleolític i el Neolític, quan el clima ja es va fer més càlid, però encara no s'havia adoptat l'agricultura i la ramaderia. A Catalunya n'és típica la ceràmica impresa o montserratina més coneguda com la variant de la ceràmica cardial, que estava estesa sobre gran part de Catalunya i que a més arribava més al nord amb la ceràmica impresa del Llenguadoc i cap al sud amb la ceràmica impresa del País Valencià. Va ser en el segon Neolític quan es van conrear les planes i les terres baixes i allí es feien els sepulcres de fossa que a la península només es troben a Catalunya, però que estan relacionats amb una cultura d'Europa occidental (Chassey, Lagozza, Cortaillod), malgrat que els prehistoriadors durant anys els consideraren una manifestació de la cultura d'Almeria. Al País Valencià les principals coves amb restes del Neolític són: la cova de la Sarsa, a Bocairent, i la de l'Or, a Beniarrés, amb ceràmica impresa cardial. Abans del 5000 aC, ja comença a la cova de l'Or el Neolític amb conreu de blat i d'ordi.
Del megalitisme propi d'aquesta època Lluís Pericot va recollir 211 dòlmens catalans (a més de 46 de dubtosos) situats en un mapa junt amb els del Rosselló (39 dòlmens).
A Catalunya, uns 4000 anys BP, l'esperança de vida era d'uns 26 anys.

### Prehistòria de Catalunya
Hi ha moltes restes arqueològiques que mostren un antic poblament en la prehistòria de Catalunya, fins que el territori entrà en el període històric amb la pràctica de l'escriptura per part dels ibers, grecs i cartaginesos.
Se sap que estava poblada en el Paleolític inferior: s'estableix entre un milió i vuit-cents mil anys enrere la presència de l'Homo antecessor, però la informació que n'ha quedat és escassa. De fa 450.000 anys data l'humà de Talteüll.
Del Paleolític mitjà ha quedat establert que hi havia l'humà de Neandertal. D'aquesta època és la mandíbula de Banyoles, la dent incisiva inferior i la mandíbula de la cova del Gegant de Sitges, l'abric Romaní, les restes de la cova de les Teixoneres, el jaciment de la bòbila Sugranyes o la cova del Rinoceront.
En el Neolític apareixen restes de sepultures de fossa. Cap al 6000 aC és quan es poden datar els primers dòlmens i altres monuments megalítics catalans. Juntament amb ells, apareixen mostres de terrissa decorada amb petxines (ceràmica cardial).
Catalunya entraria a l'edat dels metalls gràcies al coure poc abans del 2000 aC, amb influència de cultures de vas campaniforme europees.
L'arribada dels pobles indoeuropeus cap al 1000 aC significà un canvi profund en la tecnologia. Introduïren, per exemple, els ritus d'incineració (camps d'urnes), estengueren l'agricultura i la ramaderia i introduïren l'ús del ferro (edat hallstàttica), encara que aquest ús no arrelà fins a la influència de les cultures gregues i fenícia.

### Prehistòria del País Valencià

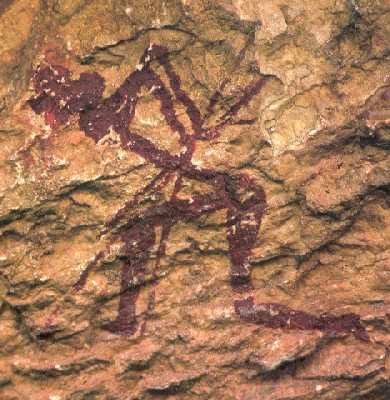
Pintura rupestre del barranc de la Valltorta, l'Alt Maestrat

La prehistòria al País Valencià fa referència al període que comprén des del Paleolític (a l'entorn del 350000 aC), amb l'aparició dels primers pobladors, fins a l'ocupació dels pobles colonitzadors (grecs, fenicis i cartaginesos, al voltant del 500 aC), en l'actual territori del País Valencià.
Al voltant de l'any 350000 aC es documenta la presència dels primers pobladors a l'actual territori del País Valencià, a la cova de Bolomor. Sobre el 50000 aC els neandertals van ocupar la zona, portant una vida completament nòmada: la cova Negra representa bé aquest període. Sobre el 30000 aC els neandertals es van extingir, i la zona de l'actual País Valencià fou un dels últims territoris que van ocupar: donaren pas a l'ésser humà anatòmicament modern. Aquest canvi suposa una millora en l'economia i en la tecnologia emprada, i l'art va fer les seues primeres aparicions. Al contrari que en altres zones de la península Ibèrica, com a la cornisa Cantàbrica, on l'art parietal fou predominant, al territori valencià l'art paleolític més comú fou l'art moble, i la cova del Parpalló n'és un referent mundial.
Amb l'arribada de l'agricultura i la ramaderia comença el Neolític (5500 aC aprox.), i el País Valencià en fou un dels primers testimonis. S'introdueix la ceràmica: destaca la ceràmica cardial a la Mediterrània, i es van poblar assentaments importants com la cova de l'Or o el Mas d'Is. També l'art rupestre s'hi troba ben representat, és abundant en zones com la Valltorta o el Pla de Petracos, aquest últim Patrimoni de la Humanitat.

### Prehistòria d'Andorra
El Paleolític s'hi divideix en tres subbranques. D'un costat hi ha el Paleolític inferior i mitjà i de l'altre el superior. La Balma de la Margineda és un abric rocós situat a la parròquia de Sant Julià de Lòria, que servia al 10500 aC com a refugi a caçadors recol·lectors que venien de l'Arieja i del Segre buscant-hi proveïment per a l'hivern. Aquests caçadors col·lectors no s'hi estaven gaire estona al país. De fet, les restes trobades daten dels mesos d'estiu, quan Andorra era habitable.
Cal recordar que abans d'aquest període el país estava cobert per una glacera, d'aquí el fet que no trobem restes humanes abans del Paleolític superior o, per ser més precisos, del Mesolític. Entre els objectes trobats destaquen un arpó azilià, un còdol gravat, una punta de dors microlaminar, un micròlit triangular o un gratador denticulat.
Aquests objectes deixen en evidència que estem parlant clarament del Paleolític superior, ja que és en aquesta època quan l'ésser humà comença a utilitzar estris, en aquest cas de pedra, en el seu dia a dia. Aquests objectes encara no són visitables perquè el govern andorrà encara té en fase d'esborrany el Museu de la Pau que, a causa de la crisi, encara no s'ha construït.
En el Neolític la població comença a sedentaritzar-se; descobreix l'agricultura, aprèn a domesticar certs animals, comencen a sorgir els primers poblats… és a dir, es crea la Revolució neolítica. Aquests fets tenen, evidentment, conseqüències al principat. D'un costat, la Balma de la Margineda augmenta espectacularment en nombre d'habitants (4000 aC), que se sedentaritzen i transformen la balma en una pleta per als ramats. I de l'altra, apareix un petit assentament d'humans, per dir-ho d'una altra manera, un petit poblat, a la vall del Madriu, que se situa a Escaldes-Engordany i és un parc natural, declarat Patrimoni de la humanitat per la UNESCO, títol atorgat gràcies a la combinació d'activitats humanes i naturals que s'hi han produït al llarg de la història.
En el Neolític mitjà i final apareixen dos jaciments de gran importància al país a causa de les troballes arqueològiques. El primer és la tomba de Segudet, que conté la resta d'éssers humans que varen ser enterrats entre el 4300 aC i el 4500 aC. Aquesta troballa se situa a Ordino. La segona, en canvi, se situa a Juberri, Sant Julià de Lòria. En aquesta trobem la Feixa del Moro, on hi ha restes tan destacades com estructures d'hàbitats, focs simples, cubetes amb signes de combustió, forats de pals per a bigues, braçalets, penjolls, collarets, una dona enterrada, un nounat. La Feixa del Moro era un petit assentament ramader que, segons indiquen els historiadors, podria haver estat ocupat a la tardor. Sigui com sigui, el que queda clar és que en el Neolític Andorra també vivia els mateixos canvis revolucionaris que la resta d'indrets veïns. La Balma de la Margineda no se n'escapa, però va perdent força. La població comença a desplaçar-se a altres zones del país.
L'edat del bronze és el període de desenvolupament de la civilització. Es divideix en tres subgrups (antic, mitjà i final o tardà) i es caracteritza per la manipulació avançada de la metal·lúrgia. Comencen les tècniques d'extracció del coure i minerals per fer-ne aliatges i així aconseguir bronze. En aquesta època apareixen diferents jaciments a Andorra, com el de Prats, Canillo, que daten del 16000 aC, o com els gravats del Roc de les Bruixes, situats al mateix assentament de Prats. El primer és un assentament ramader mentre que el segon és una sèrie de gravats (escriptura rupestre) sobre pedra. Aquests gravats han sigut des de fa temps objecte de llegendes, creences i discussions al principat. Ningú en sabria donar el significat, però queda clar que al llarg del temps ha deixat volar la imaginació a més d'un. La Balma de la Margineda, per la seva banda, deixa de ser habitada definitivament. És amb aquest fet que apareixen el Roc d'Enclar i els jaciments del Cedre. Cap dels dos poden datar-se, però sí situar-se. El primer a la capital mateixa, Andorra la Vella, mentre que el segon és al poble de Santa Coloma d'Andorra. Les restes trobades en ambdós jaciments daten de diferents èpoques: de l'edat del bronze a l'edat mitjana, cosa que dificulta una explicació clara del que s'hi feia. Tanmateix, sabem que en aquesta època s'experimentaven els mateixos canvis que a l'exterior (restes de ceràmica, arracades, puntes de bronze, gerres de bronze…).
En l'edat del ferro desapareix el jaciment de Prats. El Roc d'Enclar i el Cedre seran els únics indrets en què es trobarà presència humana a les valls d'Andorra. Cap altra resta arqueològica apunta una altra mena de presència al país. Situat entre Santa Coloma i Andorra la Vella, el Cedre, o jaciment del Cedre, és un conjunt de diferents estacions que s'assenten al llarg de més de mig quilòmetre entre les dues poblacions (Andorra la Vella i Sta. Coloma). El Roc d'Enclar, per la seva banda, es pot considerar una fortificació. Tanmateix, no es podrà parlar com a tal fins entrada l'edat antiga.

### Prehistòria de les Illes Balears

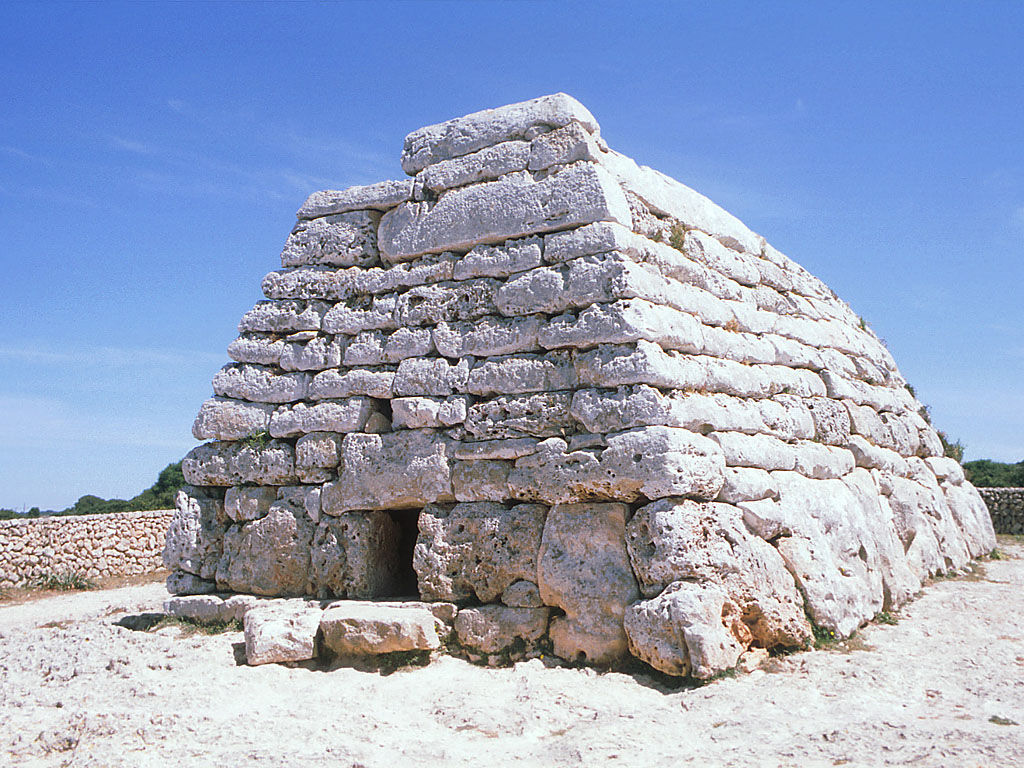
Naveta des Tudons

Fins fa poc, els historiadors tenien la hipòtesi que les Illes Balears havien estat poblades per bandes procedents de la península Ibèrica en el cinquè mil·lenni aC. El descobriment d'indicis de carbons a la cova de Canet, al municipi mallorquí d'Esporles, ha fet sospitar als arqueòlegs que, cap a l'any 7200 aC, va existir-hi probablement una població a cavall entre el Paleolític i el Neolític.
Entre el 3000 i el 1300 aC, petites col·lectivitats organitzades al voltant de l'agricultura i la ramaderia van habitar l'arxipèlag. És l'època dels sepulcres megalítics i els rituals religiosos en túmuls mortuoris formats per pedres gegantines. A finals d'aquest període comencen a sorgir les navetes, unes edificacions en forma de nau invertida destinades a fins funeraris, tot i que a Mallorca, les anomenades navetiformes servien d'habitació. La més famosa n'és la d'Es Tudons, a l'illa de Menorca.

#### La cultura megalítica dels talaiots

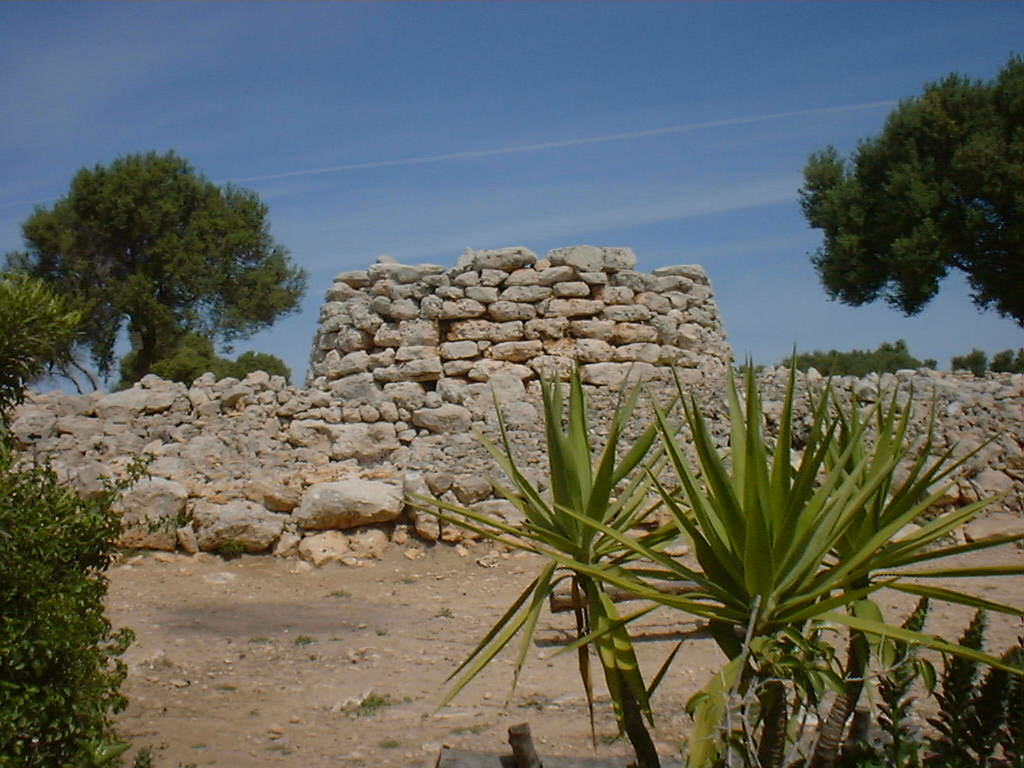
Talaiot a Mallorca

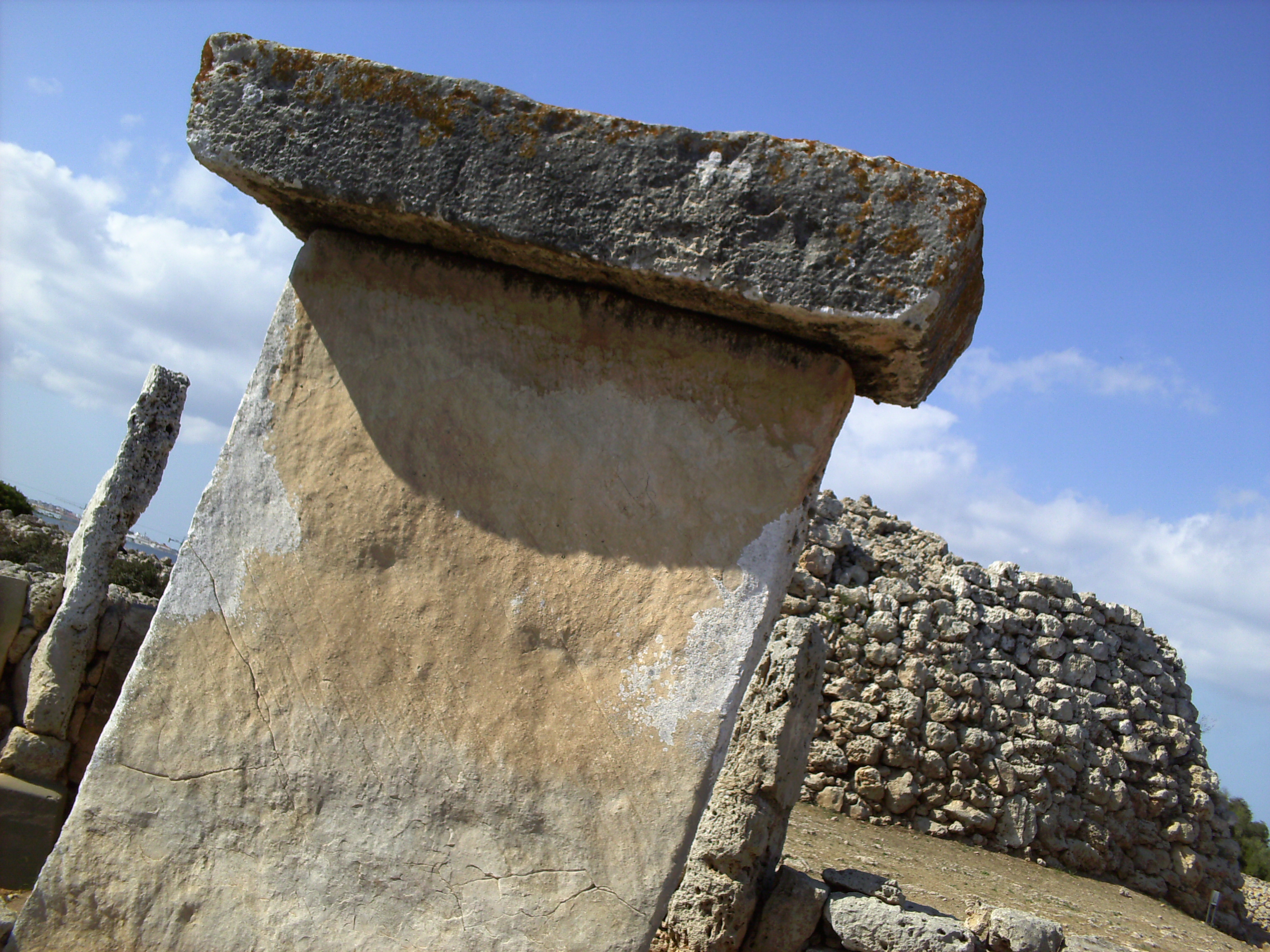
Talaiot darrere una taula, a Menorca

La cultura dels talaiots fou una cultura que es desenvolupà durant l'edat del bronze i l'edat del ferro a les Illes Balears, entenent aleshores per Balears només les anomenades pels grecs Gimnèsies, és a dir, Mallorca i Menorca. A les Pitiüses no hi va ser mai present.
Cap a l'any 1300 aC, les Illes Balears van viure la invasió dels pobles talaiòtics (de talaiot, 'talaia gran'), cultura guerrera que perduraria fins a la conquesta romana. És l'època de la civilització megalítica, en la qual els talaiots, les taules menorquines i les navetes proliferen al voltant d'una societat guerrera, la dels baleàrics, segons la denominació emprada per diversos autors de l'antiguitat. Els historiadors clàssics anomenaren Mallorca i Menorca «illes gimnèsiques», o 'dels éssers humans nus'.
Un talaiot és una estructura prehistòrica, de forma generalment troncocònica, construïda amb pedres de grans dimensions col·locades en sec, de 3 a 10 m d'alçada. Es tracta de construccions exclusives de les illes de Mallorca i Menorca. Aquests edificis han donat nom a la cultura talaiòtica. Són un element sempre present en els assentaments humans del bronze final i de l'edat del ferro de les Illes Balears. No els trobem, en canvi, a les Illes Pitiuses (illa d'Eivissa i Formentera), on la cultura talaiòtica no es va desenvolupar.
Sota el nom de talaiot s'engloben construccions que, tot i tenir certs trets comuns, són tipològicament diverses. A Mallorca hi ha talaiots de planta circular (els més comuns) i de planta quadrada. Tant uns com altres presenten generalment un espai interior de planta circular, força ample, amb una columna central que serveix per a sustentar la coberta, construïda a base de grans lloses de pedra disposades de forma radial. Un bon exemple dels talaiots mallorquins el trobem al poblat de Son Fornés. Els talaiots menorquins presenten una major diversitat tipològica, tot i que els de planta quadrada n'hi són gairebé desconeguts. No disposen, en general, d'uns espais interiors tan amplis: alguns en presenten corredors que els travessen de banda a banda, o bé passadissos que porten fins a cambres de dimensions més o menys reduïdes. En la major part dels casos, malgrat tot, sembla que l'espai útil (al contrari del que succeeix a Mallorca) es trobava a la part de dalt de l'edifici. A Menorca trobem, d'altra banda, alguns talaiots més grans que els de Mallorca, com per exemple el talaiot oest de Cornia Nou, el de Trepucó o el de Torelló.
No hi ha encara un acord, entre els investigadors, sobre la data d'inici de la construcció dels primers talaiots. N'hi ha, a principis del segle xxi, tres propostes principals:
La primera, desenvolupada per Lluís Plantalamor a partir de les investigacions dutes a terme per l'equip del Museu de Menorca (i centrat a l'àmbit d'aquesta illa), segueix en part l'esquema elaborat per Guillem Rosselló Bordoy per a la prehistòria de Mallorca. Els orígens de la cultura talaiòtica, segons aquest model, caldria buscar-los en l'aportació d'idees i models externs, sia per l'arribada de nous contingents humans a l'illa o bé per contactes d'altre tipus de monument. Aquest investigador proposa influències procedents de Sardenya, on hi ha uns edificis, els nurags, que presenten alguns trets en comú amb els talaiots. Els primers talaiots es construirien cap al 1500 ae. Aquest tipus de construccions aniria evolucionant al llarg dels temps, canviant de forma i, segurament, de funció, però continuarien construint-se al llarg de l'edat del ferro. La cultura talaiòtica no desapareixeria del tot fins a la conquesta romana i el posterior procés d'aculturació.
El segon esquema cronològic ha estat desenvolupat per un grup d'investigadors de la Universitat Autònoma de Barcelona. Aquests autors consideren que les primeres manifestacions talaiòtiques es produeixen cap al 1000 ae, és a dir, de forma contemporània als últims naviformes pretalaiòtics. La cultura talaiòtica s'hauria consolidat a les illes cap al 850 aC, i a partir del 550 aC els talaiots comencen ja a abandonar-se; s'inicia així la fase anomenada posttalaiòtica. En aquests moments s'intensificaria l'activitat agrícola, fet que permetria la producció d'excedents, i amb aquests les illes s'integrarien als circuits comercials de la Mediterrània.
L'última d'aquestes propostes explicatives és fruit de les investigacions de Víctor M. Guerrero, Manuel Calvo i Bartomeu Salvà, de la Universitat de les Illes Balears. Per aquests autors la cultura talaiòtica és, bàsicament, una societat de l'edat del ferro, de manera que el moment de la seva gènesi no es pot situar més enllà dels segles VIII o IX ae. Així, la cultura talaiòtica seria el resultat de l'evolució interna de les societats pretalaiòtiques del bronze final, potenciada per la influència del comerç púnic al Mediterrani occidental.
En el cas dels talaiots mallorquins, amb els seus grans espais interns, s'ha proposat que podria tractar-se d'espais comunitaris, on es redistribuirien els aliments entre tots els membres de la comunitat. Els talaiots menorquins presenten una estructura prou diferent, de forma que es fa difícil interpretar-los de la mateixa manera. Alguns dels talaiots d'aquesta illa es poden interpretar com estructures defensives, però n'hi ha d'altres que, per la situació i estructura, semblen edificis monumentals amb una gran càrrega simbòlica, destinats potser a representar el poder de certs individus o grups socials: és el cas, per exemple, del gran talaiot oest de Cornia Nou, que presenta una ampla escala descoberta, al costat sud.
A Mallorca hi ha una ruta dels talaiots amb 6 itineraris, creada pel Consell Insular de Mallorca. Alguns dels talaiots més espectaculars de Mallorca, excavats i oberts al públic, els trobem als jaciments de Son Fornés, L'Hospitalet Vell o al poblat talaiòtic de Capocorb Vell.
La Xarxa Monumental de Menorca, promoguda pel Consell Insular de Menorca, inclou també nombrosos poblats amb talaiots ben conservats, com els de Trepucó, Torre d'en Galmés o Montefí. Altres jaciments com Cornia Nou, tot i no formar part de la Xarxa Monumental, també es troben oberts al públic.

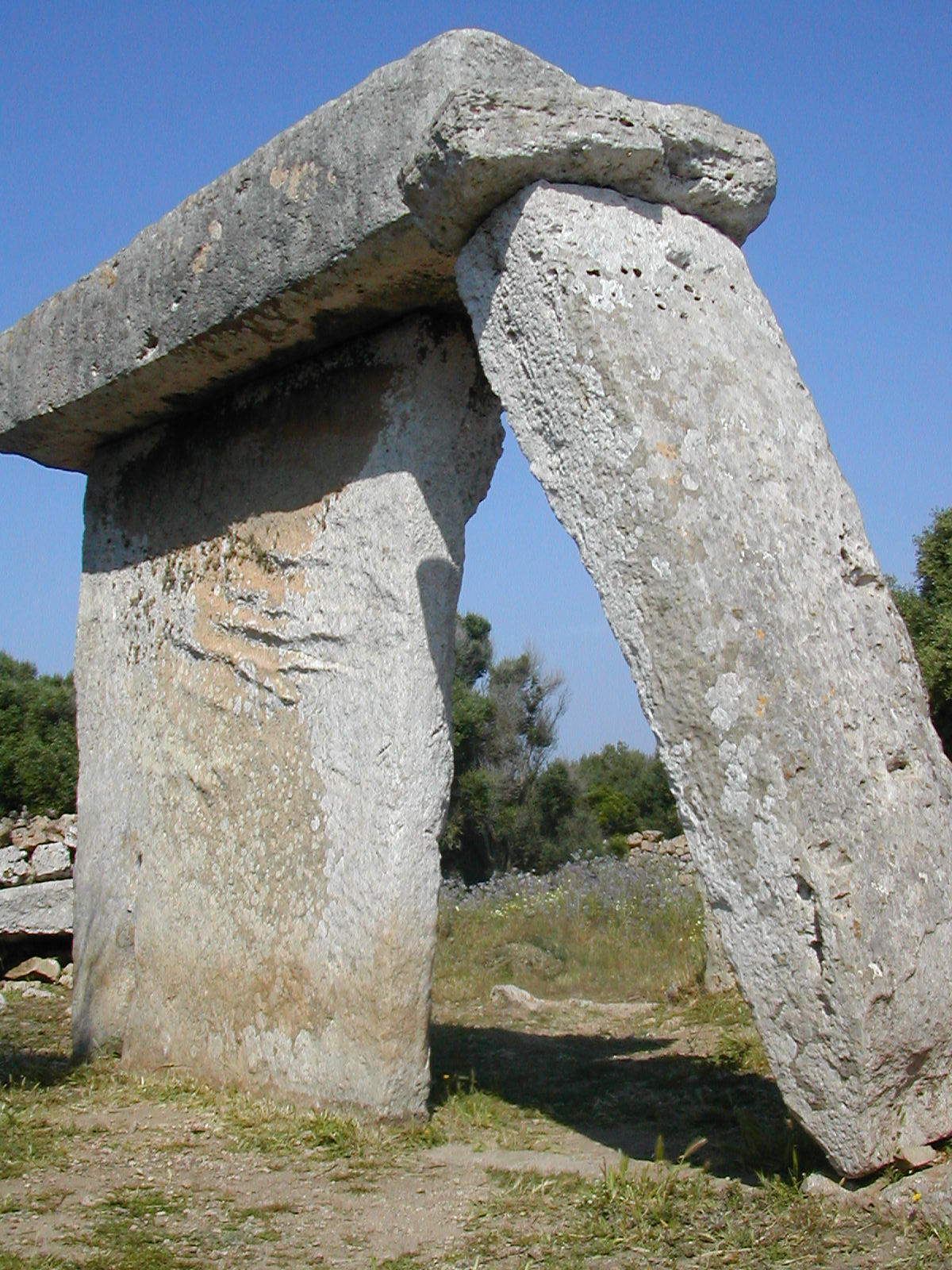
Taula de Talatí de Dalt, poblat talaiòtic de Menorca

#### Antecedents
Hi ha proves que el primer poblament humà a les Illes Balears (Mallorca i Menorca) data del III mil·lenni abans de la nostra era. Aquests colons podrien provenir del sud de França o de les costes orientals de la península Ibèrica. Malgrat tot, l'origen dels primers pobladors de les Illes Balears no és, ni de bon tros, un tema tancat.
Entre el 2200 i el 1900 aC hi arriben influències de la cultura del vas campaniforme (només a Mallorca, no a Menorca), que en aquesta època es difonia per Europa, el nord d'Àfrica i la Mediterrània.
A partir de mitjan II mil·lenni s'observen canvis en aquestes comunitats: innovacions en les tècniques de fabricació de ceràmica, millores en la metal·lúrgia del bronze (amb un augment de la producció d'armes i eines), etc.
L'etapa compresa entre l'establiment de les primeres comunitats humanes i l'aparició de la cultura talaiòtica se sol anomenar període pretalaiòtic.

#### Propostes interpretatives i cronològiques
Cal tenir en compte que el complex cultural conegut com a talaiòtic comprèn un arc temporal molt ampli, i han estat molts els intents de sistematitzar-ne les etapes i la cronologia. Malgrat tot, podem afirmar que hi ha, actualment, tres línies teòriques principals que intenten explicar la gènesi i evolució de la cultura talaiòtica.
El primer d'aquests corrents, desenvolupat per Lluís Plantalamor a partir de les investigacions dutes a terme per l'equip del Museu de Menorca (i centrat a l'àmbit d'aquesta illa) segueix en part l'esquema elaborat per Guillem Rosselló-Bordoy per a la prehistòria de Mallorca. Els orígens de la cultura talaiòtica, segons aquest model, caldria buscar-los en l'aportació d'idees i models externs, sia per l'arribada de nous contingents humans a l'illa o bé per contactes d'altre tipus. Aquest investigador proposa influències procedents de Sardenya, on hi ha uns edificis, els nurags, que presenten alguns trets en comú amb els talaiots. Els primers talaiots es construirien cap al 1500 ae. Aquest tipus de construccions aniria evolucionant al llarg dels temps, canviant de forma i, segurament, de funció, però continuarien construint-se al llarg de l'edat del ferro. La cultura talaiòtica no desapareixeria del tot fins a la conquesta romana i el posterior procés d'aculturació.
Plantalamor divideix la cultura talaiòtica en quatre grans períodes culturals, basats principalment en la divisió tipològica dels monuments observats.
-El talaiòtic I començaria cap al 1500 aC i arribaria fins al 1000 aC. Es caracteritza pels grans talaiots d'estructura irregular, els monuments de secció esglaonada, els primers santuaris de taula i les primeres cases de planta circular. Els enterraments es durien a terme en navetes de planta allargada, hipogeus de planta senzilla i coves naturals amb mur ciclopi de tancament.
-El talaiòtic II aniria del 1000 aC fins al 700 aC. Durant aquesta etapa s'abandonarien alguns dels hàbitats anteriors, i es produiria una concentració de la població en poblats voltats de muralles. Els enterraments es realitzarien en hipogeus de planta senzilla.
-El talaiòtic III comprendria des del 700 aC fins al 350 aC, i es caracteritza per l'ampliació de les estructures defensives de grans poblats fortificats i l'aparició de grans cases circulars amb pati central.
-El talaiòtic IV seria l'última etapa, i aniria des del 350 aC fins a la conquesta romana, l'any 123 aC. Durant aquesta etapa es produeix una continuïtat respecte al període anterior, però amb una influència colonial cada vegada més accentuada.
El segon esquema cronològic ha estat desenvolupat per un grup d'investigadors de la Universitat Autònoma de Barcelona. Aquests autors consideren que les primeres manifestacions talaiòtiques es produeixen cap al 1000 ae, és a dir, de forma contemporània als últims naviformes pretalaiòtics. La cultura talaiòtica s'hauria consolidat a les illes cap al 850 aC, i a partir del 550 aC els talaiots comencen ja a abandonar-se, iniciant-se així la fase anomenada posttalaiòtica. En aquests moments s'intensificaria l'activitat agrícola, fet que permetria la producció d'excedents, i les illes s'integrarien als circuits comercials de la Mediterrània.
L'última d'aquestes propostes explicatives és fruit de les investigacions de Víctor M. Guerrero, Manuel Calvo i Bartomeu Salvà, de la Universitat de les Illes Balears. Segons aquests autors, la cultura talaiòtica és pròpia de l'edat del ferro i s'hauria originat entre els segles viii i ix aC, i no abans. Així, la cultura talaiòtica seria el resultat de l'evolució interna de les societats pretalaiòtiques del bronze final, potenciada per la influència del comerç púnic al Mediterrani occidental.

#### La societat talaiòtica
En allò que coincideixen la majoria dels autors és en la interpretació del món talaiòtic com una societat amb una forta estratificació social i amb un accés diferenciat als recursos.
D'acord amb les proves arqueològiques, les bases econòmiques de la societat talaiòtica eren el conreu dels cereals i la ramaderia de caprins (cabres i ovelles) combinada, en menor mesura, amb la cria de porcs i vaques.
Alguns autors proposen que la concentració de la població en nuclis urbans més protegits i la construcció dels primers talaiots es va fer necessària per les pirateries dels Pobles del mar, que es mouen per la Mediterrània cap al segle xiii abans de la nostra era, però cal tenir en compte que no hi ha proves directes de la influència d'aquests pobles a la Mediterrània Occidental. Les fortificacions ens podrien estar parlant també d'enfrontaments entre els vilatges de les illes, cada un dels quals (almenys els més grans) constituïa potser una entitat independent. Aquesta història d'enfrontaments hauria creat el poble bel·licós, molt hàbil amb la fona o bassetja del qual ens parlen les fonts escrites gregues i romanes. Durant els darrers segles del I mil·lenni abans de la nostra era, tant els púnics com els romans van utilitzar els habitants de les Illes Balears com a mercenaris en diferents conflictes: guerres púniques, etc.
Se sap, a través de les fonts escrites romanes, que els natius de les illes utilitzaven un ungüent fet amb oli de llentiscle (en aquesta època no s'havia generalitzat encara l'oli d'oliva) i saïm de porc, amb el qual s'untaven el cos. Aquests autors expliquen també que els illencs anaven nus, durant l'estiu, mentre que a l'hivern es cobrien amb pells. Els baleàrics disposaven de mules que exportaven, potser, a altres regions, perquè també apareixen citades a les fonts com una de les peculiaritats de les illes.

#### L'arquitectura talaiòtica
La població vivia en vilatges amb cases de pedra, construïdes amb pedres relativament grans, amb cambres rectangulars intercomunicades en algunes ocasions. A Menorca, a partir de l'arribada de la influència púnica, sembla generalitzar-se un tipus de casa molt característica: de planta oval o arrodonida, amb un pati central que dona accés als diferents àmbits, disposats de forma radial. S'han excavat exemples d'aquests habitatges a poblats com Torre d'en Galmés. Aquest tipus d'habitatge, en canvi, no el trobam a Mallorca.
Alguns dels vilatges eren emmurallats amb blocs de pedres a manera de paret seca sense cap morter, fang o d'altre material d'unió. En aquestes muralles es van construir torres, probablement de vigilància (talaia, d'on deriva talaiots). D'aquestes torres n'existeixen de diverses formes: rectangulars, circulars, quadrades i ovalades; i són d'altures diverses; però totes tenen un aspecte similar; es creu que ere torres guaita, quan eran a les muralles, però les que eren al centre del poble, sembla que tenien més aviat una funció defensiva, com una mena ciutadella. Les pedres de les muralles torres són d'una considerable grandària que va demanar grans esforços per a posar. Tot i que, probablement, la finalitat inicial era militar, poden haver tingut una dimensió simbòlica, com a espai de representació del poder. A Menorca s'han comptat dos-cents seixanta-set talaiots (cada poblat tenia almenys, un talaiot), vint-i-cinc taules, seixanta-quatre navetes i sis-centes noranta-una troballes diverses, gairebé totes a la meitat sud.
Una altra construcció típica del talaiòtic són les anomenades navetes d'enterrament. Són una mena de naus de pedra, de forma trapezoïdal i quasi rectangular, com una nau invertida. Disposaven d'una petita obertura, i i servien exclusivament a l'enterrament col·lectiu. Apareixen només a Menorca. S'hi han trobat navetes per enterraments individuals, més tardanes i força diferents. Els cadàvers es posaven en posició fetal. L'enterrament en aquests monuments no excloïa el que continuaren practicant-se enterraments en coves, però el sistema es feia més complex: les coves, excavades artificialment, són cada vegada més grosses i, per tant, ja convenia feroçar-les amb bigues i puntals.
Les diferències de sistema d'enterrament no semblen respondre ni a diferències ètniques ni cronològiques, les possibles diferències polítiques, religioses o socials no són perceptibles. Se sap que existien alguns santuaris on se sacrificaven animals, i es percep un incipient culte al bou que, segons certs autors, podria indicar una influència cretenca, car s'ha trobat també alguna construcció de columna amb capitell típica de l'art minoic de Creta.
Finalment, l'altre monument característic és el recinte de taula, exclusiu de Menorca, consistent en un edifici de planta en forma de ferradura. Al centre s'hi dreça una enorme columna monolítica sobre la qual reposa un capitell descomunal, amb un aspecte semblant a una taula. Tenien caràcter religiós però se'n desconeix la funció exacta. Una de les primeres hipòtesis apuntava la possibilitat que servissin per realitzar sacrificis, però aquesta hipòtesi ha quedat descartada per manca de proves.

#### La ceràmica talaiòtica
La ceràmica talaiòtica és sempre feta a mà, donat que no coneixien el torn. El sistema de cocció també era força primitiu, tot i que a les etapes finals es van trobar proves de la utilització de forns tancats. En conseqüència, la ceràmica pròpia d'aquesta cultura presenta un aspecte molt característic: taques de colors diferents (marró i gris) producte de la cocció irregular i desgreixant calcari, de color blanc, molt visible. Els atuells ceràmics, molt abundants, mostren una gran diversitat tipològica: vasos troncocònics, olles globulars, olles carenades, grans contenidors pitoides, etc. S'observen algunes diferències tipològiques entre la ceràmica de Mallorca i la de Menorca.

#### Altres produccions (indústria òssia, lítica i metal·lúrgica)
Són freqüents, al registre arqueològic d'època talaiòtica, altres tipus d'objectes: punxons i espàtules d'os, molins de vaivé de pedra sorrenca (molons), elements de bronze i, a partir de mitjans del primer mil·lenni aC, de ferro (eines, armes, ornaments personals).

## La Prehistòria representada a la ficció
Les novel·les del segle xix Viatge al centre de la Terra de Jules Verne, La màquina del temps d'H.G. Wells i El món perdut d'Arthur Conan Doyle van influir els il·lustradors i guionistes a l'hora de representar la prehistòria. Durant el segle xx es va publicar una novel·la sobre la prehistòria molt destacable: La guerre du feu de Joseph-Henri Rosny (1911), que va inspirar una pel·lícula molt famosa el 1981, La recerca del foc. Durant la dècada de 1980 es publicà una sèrie de supervendes ambientats en la prehistòria: Els Fills de la Terra.
Al món del còmic, la representació ha sigut falta de rigor fins a la dècada del 1960 a causa de la imatge distorsionada donada pel cristianisme sobre els «pagans». A partir d'aquesta dècada, a Europa, especialment al còmic francobelga, els il·lustradors han tingut rigor a l'hora de representar la prehistòria amb més rigor històrica.